# La perra (película de 1967)
La perra es una película argentina-mexicana dramática-erótica de 1967, producida y dirigida por Emilio Gómez Muriel, y protagonizada por Julio Alemán y Libertad Leblanc. Fue estrenada en Argentina el 22 de febrero de 1967, y en México el 13 de abril del mismo año.

## Sinopsis
Walter Johnson (Carlos López Moctezuma), un escritor, desea alquilarle el yate a Lucas (Julio Alemán), un marino que acaba de intentar matar a su novia infiel. Lucas se muestra renuente, pero Reneé (Libertad Leblanc), la esposa de Walter, lo convence. Lucas y la pareja emprenden el viaje de Buenos Aires a Punta del Este, donde Walter planea visitar a su amigo Álvaro (Héctor Méndez). Durante el viaje, Lucas y Reneé se hacen amantes y comienzan a planear la muerte de Walter.

## Reparto
- Carlos López Moctezuma
- Julio Alemán
- Libertad Leblanc
- Héctor Méndez
- Mario Savino